# Saint-Claude, Jura
Saint-Claude je naselje in občina v vzhodni francoski regiji Franche-Comté, podprefektura departmaja Jura. Leta 2009 je naselje imelo 11.355 prebivalcev.

## Geografija
Kraj leži v pokrajini Franche-Comté znoraj naravnega regijskega parka Haut-Jura ob sotočju rek Bienne in Tacon, 54 km jugovzhodno od Lons-le-Sauniera.

## Uprava
Saint-Claude je sedež istoimenskega kantona, v katerega so poleg njegove vključene še občine Avignon-lès-Saint-Claude, Chassal , Cuttura, Lajoux, Lamoura, Lavancia-Epercy, Lavans-lès-Saint-Claude, Leschères, Molinges, Les Molunes, Ponthoux, Ravilloles, La Rixouse, Saint-Lupicin, Septmoncel, Vaux-lès-Saint-Claude, Villard-Saint-Sauveur in Villard-sur-Bienne z 22.106 prebivalci (v letu 2009).
Naselje je prav tako sedež okrožja, v katerem se nahajajo kantoni Bouchoux, Moirans-en-Montagne, Morez, Saint-Claude in Saint-Laurent-en-Grandvaux z 52.012 prebivalci (v letu 2009).

## Zgodovina
Kraj se je začel razvijati okoli opatije Condat, ustanovljene v začetku 5. stoletja. Sprva se je imenoval Saint-Oyand-de Joux po njenem opatu sv. Eugendusu, nato pa je kot romarsko mesto od smrti sv. Klavdija konec 7. stoletja prevladovalo ime slednjega, da bi bilo za časa Ludvika XI. tudi uradno preimenovano v Saint-Claude. Škofija Saint-Claude je bila ustanovljena leta 1742 pod okriljem stare Condatske opatije, ob tem je opatijska cerkev, zgrajena v 15. stoletju, bila povišana v katedralo.

## Zanimivosti
- Katedrala sv. Petra, Pavla in Andreja je na seznamu francoskih zgodovinskih spomenikov,
- Trg Ludvika XI.,
- muzej pip in diamantov.

## Promet
- železniška postaja Gare de Saint-Claude ob progi Andelot-en-Montagne - La Cluse, imenovani tudi Ligne des Hirondelles (lastovice);

## Pobratena mesta
- Rottenburg am Neckar (Baden-Württemberg, Nemčija);